# Miguel Déan Guelbenzu
Miguel Déan Guelbenzu (Cascante, Navarra, 30 de enero de 1913-Majadahonda, Madrid, 23 de marzo de 2008)fue un farmacéutico, militar e investigador español. Iniciador en España, de la investigación en oligoelementos.

## Biografía
Nació en la localidad navarra de Cascante (1913). Estudió en las Reales Escuelas Pías de san Antón y en la Universidad Central de Madrid, donde conoció a Ángel Santos Ruiz y Juan Manuel López de Azcona, con quienes coincidió en diversos momentos de su vida. Ellos fueron los iniciadores en España de la investigación de los oligoelementos.
Fue Doctor en Farmacia, tras la defensa de su tesis doctoral Análisis espectroquímico de cenizas de alimentos vegetales (1945) y farmacéutico del Cuerpo de Farmacia Militar del Ejército del Aire, donde alcanzó el grado de teniente coronel. Fue investigador del CSIC, donde investigó los oligoelementos. Fue profesor titular de Bioquímica en la Facultad de Farmacia de la Universidad Complutense de Madrid.
Deán Guelbenzu fue miembro supernumerario del Opus Dei, desde el 25 de diciembre de 1949. Había conocido a Josemaría Escrivá en la Academia DYA (Madrid), en el curso académico 1934-35.Estaba casado con María Dolores Guelbenzu Ayala, fallecida el 23 de agosto de 1973. El matrimonio tuvo cinco hijos: Miguel Javier, María Dolores, Ana María, Manuel Emilio y José Ignacio Déan Guelbenzu.
Fue Académico correspondiente de Real Academia Nacional de Farmacia (1951) y Académico de número de la Real Academia de Doctores (1970).
Falleció en Majadahonda el 23 de marzo de 2008.